# Arcádia Lusitana

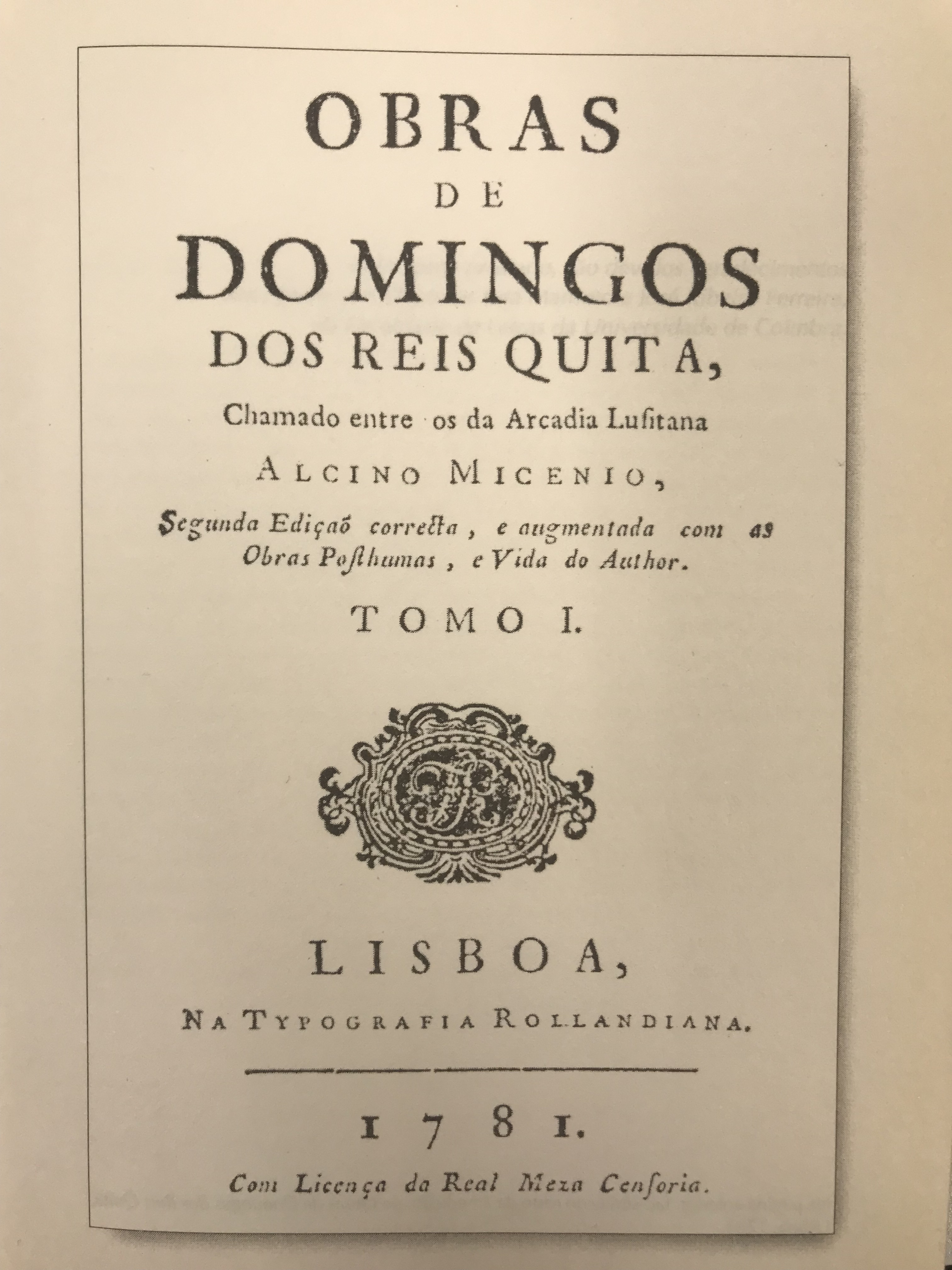
Obras de Domingos dos Reis Quita (Alcino Micénio), participante ativo da Arcádia Lusitana

A Arcádia Lusitana, também conhecida como Arcádia Olissiponense, foi uma reputada academia literária de Portugal em meados do século XVIII.

## História
Foi fundada em setembro de 1756, na cidade de Lisboa, por iniciativa de três jovens juristas, recém-chegados de Coimbra, "em busca de integração no funcionalismo público" , os poetas Cruz e Silva (Elpino Nonacriense), Manuel Nicolau Esteves Negrão (Elmano Sincero) e Teotónio Gomes de Carvalho (Tirse Menteo), que publicaram os Estatutos da Arcádia. Aos fundadores juntou-se Correia Garção (Coridon Erimanteo), Domingos dos Reis Quita (Alcino Micénio) e Manuel de Figueiredo (Lícidas Cíntio).
A efémera existência desta instituição (entrou em declínio em 1759 e extinguiu-se em 1776) não impediu que desse um importante contributo para a renovação oitocentista que se seguiu nas letras do país. Em 1790 renasceu em Lisboa sob a designação de Nova Arcádia, integrando nomes como os de Bocage (Elmano Sadino), Domingos Caldas Barbosa (Lereno Selinuntino), Francisco Joaquim Bingre (Francélio Vouguense), Curvo Semedo, José Agostinho de Macedo (Elmiro Tagideu), Nicolau Tolentino de Almeida, Francisco Manuel do Nascimento (Filinto Elísio),José Daniel Rodrigues da Costa (Josino Leiriense) e a Marquesa de Alorna (Alcipe). Extinta definitivamente em 1794, deixou a publicação do "Almanaque das Musas" como testemunho do seu trabalho.

## Características
Os seus membros propunham-se combater os excessos do espírito barroco e orientar a produção poética para uma estética neoclássica, com fundo na razão e no culto do natural. Tinham ainda como características literárias:
- Linguagem simples
- Elogio dos prazeres físicos, sensualismo
- Inspiração nos autores renascentistas e clássicos gregos e latinos
- Adotam pseudónimos
- Recorrem a figuras ornamentais como ninfas, cupidos, Vénus, Zéfiro
- Assumem-se como pastores e transferem os seus sentimentos amorosos para gentis pastoras
- Ambiente rústico como refúgio para a alma e modo de fuga das agitações da cidade